# Blanche Bolduc
Marie-Louise Blanche Bolduc, née le 13 avril 1907 à Baie-Saint-Paul et morte le 14 février 1998 à Baie-Saint-Paul est une artiste canadienne,,.

## Biographie
Fille de Thaddée Bolduc et de Virginie Boivin,, elle est née à Baie-Saint-Paul ; sa sœur Yvonne est également une artiste de la région de Charlevoix.
Principalement autodidacte, elle commence à peindre des scènes et des personnages locaux à l'âge de 58 ans. Son travail est exposé au Québec, en Ontario et en France. Elle reçoit la médaille d'argent de l'Académie Arts-Sciences-Lettres de Paris en 1966,.
Son travail fait partie des collections du Musée national des beaux-arts du Québec, du Musée de la civilisation, du Musée québécois de culture populaire, la Pulperie de Chicoutimi,  du Musée de Charlevoix et de l'Université McGill.
Bolduc décède au Centre hospitalier Charlevoix à l'âge de 90 ans.